# Víctor Núñez
Victor Núñez Rodríguez (Santo Domingo, 15 april 1980) is een Costa Ricaanse profvoetballer die sinds 2010 onder contract staat bij CS Herediano. Hij is een aanvaller

## Interlandcarrière
Núñez werd geboren in de Dominicaanse Republiek en kreeg in 2003 een Costa Ricaans paspoort. Hij speelde zijn eerste interland op 11 februari 2006 tegen Zuid-Korea. Hij maakt deel uit van de selectie voor het WK voetbal 2006 en speelde tot dusverre 26 interlands, waarin hij zes keer tot scoren kwam.